# Jorge García Carneiro
Pour les articles homonymes, voir Jorge Garcia, García et Carneiro (homonymie).
Jorge García Carneiro est un officier militaire et homme politique vénézuélien, né à Caracas le 8 février 1952 et mort le 22 mai 2021. Il a été tour à tour commandant de l'armée de terre (Ejercito Nacional), ministre de la Défense, ministre du Développement social et de la Participation populaire. Il était le 3e gouverneur de l'État de La Guaira de 2008 jusqu'à sa mort en exercice en 2021.

## Biographie
De son nom complet Jorge Luis García Carneiro, Jorge García Carneiro naît à Caracas en 1952. Diplômé de l'Académie militaire du Venezuela en 1975, il participe au coup d'État de 2002 comme général de la garnison de Caracas, au cours duquel il est arrêté et fait prisonnier à Fuerte Tiuna, siège de l'armée nationale du Venezuela, dont il sera ministre de la Défense peu de temps après. De janvier 2003 à janvier 2004, il dirige l'armée de terre du pays (Ejercito Nacional).
En janvier 2004, il est ainsi nommé ministre de la Défense du Venezuela par le président Hugo Chávez en remplacement de José Luis Prieto. Le 12 juillet 2005, il quitte la Défense et devient ministre du Développement social et de la Participation populaire, nouveau ministère créé à partir du ministère de la Santé et du vice-ministère du Développement social. Il quitte son poste en décembre 2006. Membre du parti au pouvoir, le Parti socialiste unifié du Venezuela (PSUV), il se présente aux élections régionales de 2008 pour l'État de La Guaira en pointant des problèmes d'insécurité, de santé et d'habitat dans le plus récent des États du pays et l'emporte face à l'ancien gouverneur Antonio Rodríguez San Juan avec 61.57 % des voix. Il est largement réélu aux élections régionales de décembre 2012 avec 73.44 % des voix et est réinvesti le 22 décembre 2012.